# Saturn-Award-Verleihung 2000
Die 26. Saturn-Award-Verleihung fand am 6. Juni 2000 statt. In diesem Jahr wurde die Auszeichnung für die besten Darsteller in Fernsehserien in Haupt- und Nebendarsteller unterteilt. Erfolgreichste Produktion mit drei Auszeichnungen wurde The Green Mile.

## Nominierungen und Gewinner

### Film
| Kategorie                               | Preisträger                                       | Film                                        | Nominierungen |
| --------------------------------------- | ------------------------------------------------- | ------------------------------------------- | --- |
| Bester Science-Fiction-Film             |                                                   | Matrix                                      | eXistenZ Galaxy Quest – Planlos durchs Weltall Pitch Black – Planet der Finsternis Star Wars: Episode I – Die dunkle Bedrohung The 13th Floor – Bist du was du denkst? |
| Bester Horrorfilm                       |                                                   | The Sixth Sense                             | Blair Witch Project Ravenous – Friss oder stirb Sleepy Hollow Stigmata Tötet Mrs. Tingle! |
| Bester Fantasyfilm                      |                                                   | Being John Malkovich                        | Austin Powers – Spion in geheimer Missionarsstellung Die Mumie Stuart Little Tarzan Toy Story 2 |
| Bester Action-/Adventure-/Thriller-Film |                                                   | The Green Mile                              | Arlington Road October Sky Payback – Zahltag Der talentierte Mr. Ripley James Bond 007 – Die Welt ist nicht genug |
| Beste Regie                             | Larry Wachowski, Andy Wachowski                   | Matrix                                      | Dean Parisot für Galaxy Quest – Planlos durchs Weltall Frank Darabont für The Green Mile Stephen Sommers für Die Mumie Tim Burton für Sleepy Hollow George Lucas für Star Wars: Episode I – Die dunkle Bedrohung |
| Bestes Drehbuch                         | Charlie Kaufman                                   | Being John Malkovich                        | Ehren Kruger für Arlington Road M. Night Shyamalan für The Sixth Sense Stephen Sommers für Die Mumie Andy Wachowski, Larry Wachowski für Matrix Andrew Kevin Walker für Sleepy Hollow |
| Beste Spezialeffekte                    | Rob Coleman John Knoll Dennis Muren Scott Squires | Star Wars: Episode I – Die dunkle Bedrohung | Stan Winston, Bill George, Kim Bromley & Robert Stadd für Galaxy Quest – Planlos durchs Weltall John Gaeta, Janek Sirrs, Steve Courtley & Jon Thum für Matrix John Andrew Berton junior, Daniel Jeannette, Ben Snow & Chris Corbould für Die Mumie Jim Mitchell, Joss Williams, Kevin Yagher & Mark S. Miller für Sleepy Hollow John Dykstra, Henry Anderson, Jerome Chen & Eric Allard für Stuart Little |
| Beste Musik                             | Danny Elfman                                      | Sleepy Hollow                               | Jerry Goldsmith für Die Mumie David Newman für Galaxy Quest – Planlos durchs Weltall Randy Newman für Toy Story 2 Thomas Newman für The Green Mile Michael Nyman & Damon Albarn für Ravenous – Friss oder stirb |
| Bestes Kostüm                           | Jenny Beavan                                      | Star Wars: Episode I – Die dunkle Bedrohung | Colleen Atwood für Sleepy Hollow Kym Barrett für Matrix John Bloomfield für Die Mumie Marilyn Vance für Mystery Men Albert Wolsky für Galaxy Quest – Planlos durchs Weltall |
| Bestes Make-Up                          | Nick Dudman Gregory Nicotero Howard Berger        | Die Mumie                                   | Stan Winston, Hallie D’Amore & Ve Neill für Galaxy Quest – Planlos durchs Weltall Nikki Gooley, Bob McCarron & Wendy Sainsbury für Matrix Fae Hammond für Ravenous – Friss oder stirb Kevin Yagher & Peter Owen für Sleepy Hollow Paul Engelen, Sue Love & Nick Dudman für Star Wars: Episode I – Die dunkle Bedrohung                                                                                    |
| Bester Hauptdarsteller                  | Tim Allen                                         | Galaxy Quest – Planlos durchs Weltall       | Keanu Reeves für Matrix Brendan Fraser für Die Mumie Bruce Willis für The Sixth Sense Johnny Depp für Sleepy Hollow Liam Neeson für Star Wars: Episode I – Die dunkle Bedrohung |
| Beste Hauptdarstellerin                 | Christina Ricci                                   | Sleepy Hollow                               | Heather Graham für Austin Powers – Spion in geheimer Missionarsstellung Catherine Keener für Being John Malkovich Sigourney Weaver für Galaxy Quest – Planlos durchs Weltall Carrie-Anne Moss für Matrix Rachel Weisz für Die Mumie |
| Bester Nebendarsteller                  | Michael Clarke Duncan                             | The Green Mile                              | Alan Rickman für Galaxy Quest – Planlos durchs Weltall Christopher Walken für Sleepy Hollow Ewan McGregor für Star Wars: Episode I – Die dunkle Bedrohung Laurence Fishburne für Matrix Jude Law für Der talentierte Mr. Ripley |
| Beste Nebendarstellerin                 | Patricia Clarkson                                 | The Green Mile                              | Joan Cusack für Arlington Road Sissy Spacek für Eve und der letzte Gentleman Miranda Richardson für Sleepy Hollow Pernilla August für Star Wars: Episode I – Die dunkle Bedrohung Geena Davis für Stuart Little |
| Bester Nachwuchsschauspieler            | Haley Joel Osment                                 | The Sixth Sense                             | Justin Long für Galaxy Quest – Planlos durchs Weltall Devon Sawa für Die Killerhand Emily Bergl für Carrie 2 – Die Rache Jake Lloyd für Star Wars: Episode I – Die dunkle Bedrohung Natalie Portman für Star Wars: Episode I – Die dunkle Bedrohung |

### Fernsehen
| Kategorie                             | Preisträger     | Film                          | Nominierungen |
| ------------------------------------- | --------------- | ----------------------------- | --- |
| Beste Fernsehpräsentation             |                 | Der Sturm des Jahrhunderts    | Animal Farm A Christmas Carol – Die Nacht vor Weihnachten Reise zum Mittelpunkt der Erde Kampf der Kobolde – Die Legende einer verbotenen Liebe Zeitreise in die Katastrophe                                                                 |
| Beste Network-Fernsehserie            |                 | Future Man                    | Angel – Jäger der Finsternis Buffy – Im Bann der Dämonen Roswell Seven Days – Das Tor zur Zeit Akte X – Die unheimlichen Fälle des FBI |
| Beste Syndication-/Kabel-Fernsehserie |                 | Stargate – Kommando SG-1      | Amazonas – Gefangene des Dschungels Farscape G vs E Outer Limits – Die unbekannte Dimension Star Trek: Deep Space Nine |
| Bester TV-Hauptdarsteller             | David Boreanaz  | Angel – Jäger der Finsternis  | Richard Dean Anderson für Stargate – Kommando SG-1 Jason Behr für Roswell Ben Browder für Farscape Eric Close für Future Man Patrick Stewart für A Christmas Carol – Die Nacht vor Weihnachten                                               |
| Beste TV-Hauptdarstellerin            | Margaret Colin  | Future Man                    | Gillian Anderson für Akte X – Die unheimlichen Fälle des FBI Claudia Black für Farscape Shannen Doherty für Charmed – Zauberhafte Hexen Sarah Michelle Gellar für Buffy – Im Bann der Dämonen Kate Mulgrew für Star Trek: Raumschiff Voyager |
| Bester TV-Nebendarsteller             | Dennis Haysbert | Future Man                    | Nicholas Brendon für Buffy – Im Bann der Dämonen Colm Feore für Der Sturm des Jahrhunderts Jeremy London für Reise zum Mittelpunkt der Erde James Marsters für Buffy – Im Bann der Dämonen Robert Picardo für Star Trek: Raumschiff Voyager  |
| Beste TV-Nebendarstellerin            | Justina Vail    | Seven Days – Das Tor zur Zeit | Charisma Carpenter für Angel – Jäger der Finsternis Virginia Hey für Farscape Heather Matarazzo für Future Man Jeri Ryan für Star Trek: Raumschiff Voyager Amanda Tapping für Stargate – Kommando SG-1                                       |

### Homevideo
| Kategorie                   | Preisträger | Film            | Nominierungen |
| --------------------------- | ----------- | --------------- | --- |
| Beste Videoveröffentlichung |             | Free Enterprise | From Dusk Till Dawn 3 – The Hangman’s Daughter Der Gigant aus dem All The Stendhal Syndrome Trekkies Die Dämonen des Mörders |

### Ehrenpreise
| Kategorie                 | Preisträger                 | Film | Nominierungen |
| ------------------------- | --------------------------- | ---- | ------------- |
| George Pal Memorial Award | Douglas Wick                |      |               |
| Life Career Award         | Dick Van Dyke George Barris |      |               |
| President’s Award         | Richard Donner              |      |               |
| Service Award             | Jeffrey Walker              |      |               |